# توشیهیکو شیوزاوا
توشیهیکو شیوزاوا (ژاپنی: 塩澤 敏彦؛ زادهٔ مارس ۱۹۴۷) بازیکن فوتبال اهل ژاپن است.